# Albert Spencer
Albert Edward John Spencer (ur. 23 maja 1892 w Londynie, zm. 9 czerwca 1975 w Northampton) – brytyjski arystokrata, najstarszy syn Charlesa Spencera, 6. hrabiego Spencer i Margaret Baring, córki 1. barona Revelstoke. Znany był jako Albert Spencer w latach 1892–1910, Albert Spencer, wicehrabia Althorp (lord Althorp) w latach 1910–1922 i Albert Spencer, 7. hrabia Spencer (lord Spencer) od 1922 roku. Mniej oficjalnie zwany był Jack Spencer. Jednym z jego rodziców chrzestnych był król Edward VII.
Wykształcenie odebrał w Harrow School w Londynie i Trinity College na Uniwersytecie Cambridge. Tę ostatnią uczelnię ukończył z tytułem bakałarza sztuk pięknych (tytuł magistra uzyskał w 1946 r.). Walczył podczas I wojny światowej w latach 1917–1918 w 1 regimencie Life Guards. Został ranny i otrzymał awans na kapitana. Po wojnie był konserwatywnym członkiem Rady Hrabstwa Northamptonshire. Od 1924 przez 43 lata był aktywnym członkiem Armii Terytorialnej.
Lord Spencer (tytuł uzyskał w 1922 r. po śmierci ojca wraz z przysługującym mu miejscem w Izbie Lordów) otworzył dla zwiedzających swoją rodową rezydencję w Althorp. Był znanym koneserem sztuki. Był powiernikiem Wallace Collection, przewodniczącym Royal School of Needlework, członkiem Society of Antiquaries of London i Royal Society of Arts oraz Victoria and Albert Museum.
W dniu 26 lutego 1919 roku poślubił lady Cynthię Elinor Beatrix Hamilton (16 sierpnia 1897 – 4 grudnia 1972), córkę Jamesa Hamiltona, 3. księcia Abercorn i lady Rosaline Bingham, córki 4. hrabiego Lucan. Albert i Cynthia mieli razem syna i córkę:
- Anne Spencer (ur. 4 sierpnia 1920 - 24 lutego 2020), żona kapitana Christophera Wake-Walkera
- Edward John Spencer (24 stycznia 1924 – 29 marca 1992), 8. hrabia Spencer, ojciec księżnej Diany.

Hrabia Spencer zmarł w St Matthews Nursing Home w Northampton po krótkiej chorobie. Wszystkie tytuły odziedziczył jego jedyny syn Edward John Spencer.